# Бушиці (Мазовецьке воєводство)
Бушиці (пол. Buszyce) — село в Польщі, у гміні Баранув Ґродзиського повіту Мазовецького воєводства.
Населення — 139 осіб (2011).
У 1975-1998 роках село належало до Скерневицького воєводства.

## Демографія
Демографічна структура станом на 31 березня 2011 року:
|          | Загалом | Допрацездатний вік | Працездатний вік | Постпрацездатний вік |
| -------- | ------- | ------------------ | ---------------- | -------------------- |
| Чоловіки | 66      | 6                  | 46               | 14                   |
| Жінки    | 73      | 18                 | 34               | 21                   |
| Разом    | 139     | 24                 | 80               | 35                   |